# Tapdrup
Tapdrup – miasto w Danii, w regionie Jutlandia Środkowa, w gminie Viborg.